# Каннський кінофестиваль 2006
59-й Каннський міжнародний кінофестиваль відбувся з 17 по 28 травня 2006 року у Каннах, Франція. Золоту пальмову гілку отримав фільм Вітер, що гойдає ячмінь режисера Кена Лоуча. Міжнародне журі головного конкурсу очолив Вонг Карвай, ставши першим китайським кінематографістом, що виступив у цій ролі на Каннському кінофестивалі. Ведучим церемоній відкриття та закриття фестивалю виступив французький актор Венсан Кассель .
У конкурсі було представлено 20 повнометражних фільмів та 10 короткометражок. У програмі «Особливий погляд» взяли участь 24 фільми; поза конкурсом було представлено 28 стрічок. Фестиваль відкрито показом американської стрічки Код да Вінчі режисера Рона Говарда, знятої за романом Дена Брауна. Фільмом закриття фестивалю було обрано Трансільванія французького режисера Тоні Ґатліфа.

## Журі

### Головний конкурс

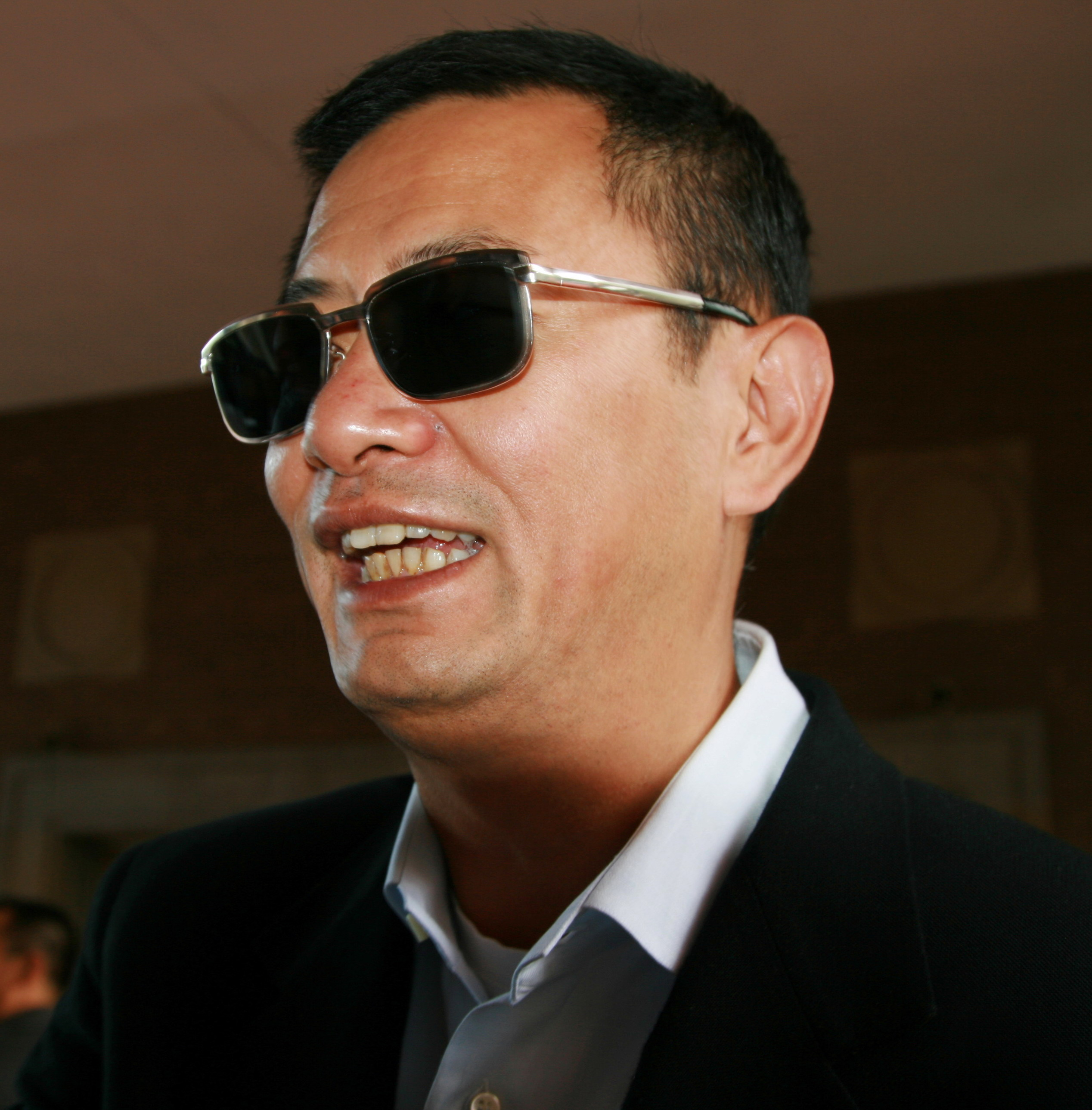
Вонг Карвай

Голова: Вонг Карвай, режисер,  Гонконг
- Моніка Беллуччі, акторка,  Італія
- Гелена Бонем Картер, акторка,  Велика Британія
- Семюел Л. Джексон, актор,  США
- Патріс Леконт, режисер,  Франція
- Лукресія Мартель, режисерка,  Аргентина
- Тім Рот, актор,  Велика Британія
- Еліа Сулейман, режисер,  Палестина
- Чжан Цзиї, акторка,  КНР

### Короткометражні фільми
Голова: Андрій Кончаловський, режисер,  Росія
- Сандрін Боннер, акторка,  Франція
- Данієль Брюль, актор,  Німеччина
- Тім Бертон, режисер,  США
- Сулеймен Сіссе, режисер,  Малі
- Збігнев Прайснер, композитор,  Польща

### Особливий погляд
Голова: Монте Геллман, режисер, продюсер,  США
- Ларс-Олаф Бейєр, журналіст,  Німеччина
- Мауріціо Чабона, журналіст,  Італія
- Жан-П'єр Лавонья, журналіст,  Франція
- Маржан Сатрапі, режисерка,  Франція
- Лора Вінтерс, журналіст,  США

### Золота камера
Голови: Жан-П'єр та Люк Дарденни, режисери,  Бельгія
- Наташа Лоран, Сінематека Тулузи,  Франція
- Фредерік Мер,  Швейцарія
- Луїс Карлос Мертен, критик,  Бразилія
- Жан-П'єр Нейрак,  Франція
- Ален Ріу, критик,  Франція
- Жан-Поль Саломе, режисер,  Франція
- Жан-Луї Віалар, кінооператор,  Франція

## Фільми-учасники конкурсної програми
★Переможців виділено окремим кольором.
Повнометражні фільми
| Фільм                     | Назва мовою оригіналу           | Режисер                      | Країна                      |
| ------------------------- | ------------------------------- | ---------------------------- | --------------------------- |
| Аргумент найслабкішого    | La Raison du plus faible        | Люка Бельво                  | Бельгія                     |
| Вавилон                   | Babel                           | Алехандро Гонсалес Іньярріту | Франція США Мексика         |
| ★ Вітер, що гойдає ячмінь | The Wind That Shakes the Barley | Кен Лоуч                     | Ірландія Велика Британія    |
| Вогні у сутінках          | Laitakaupungin valot            | Акі Каурісмякі               | Фінляндія Німеччина Франція |
| Друг сім'ї                | L'amico di famiglia             | Паоло Соррентіно             | Італія                      |
| Історія однієї втечі      | Chronicle of an Escape          | Ісраєль Адріан Каетано       | Аргентина                   |
| Казки Півдня              | Southland Tales                 | Річард Келлі                 | США                         |
| Кайман                    | The Caiman                      | Нанні Моретті                | Італія                      |
| Коли я був співаком       | When I Was a Singer             | Ксав'є Джаннолі              | Франція                     |
| Лабіринт Фавна            | Pan's Labyrinth                 | Гільєрмо дель Торо           | Мексика Іспанія США         |
| Літній палац              | 颐和园 / Yíhé Yuán              | Лоу Є                        | КНР                         |
| Марія-Антуанетта          | Marie Antoinette                | Софія Коппола                | Японія Франція США          |
| Нація фастфуду            | Fast Food Nation                | Річард Лінклейтер            | США Велика Британія         |
| Патріоти                  | Days of Glory                   | Рашид Бушареб                | Франція                     |
| Повернення                | Volver                          | Педро Альмодовар             | Іспанія                     |
| Пори року                 | Climates                        | Нурі Більге Джейлан          | Туреччина                   |
| Фландрія                  | Flanders                        | Брюно Дюмон                  | Франція                     |
| Червона дорога            | Red Road                        | Андреа Арнольд               | Велика Британія             |
| Юність в русі             | Colossal Youth                  | Педру Кошта                  | Португалія                  |
| Як каже Шарлі             | Charlie Says                    | Ніколь Гарсія                | Франція                     |

## Особливий погляд
| Фільм                                | Назва мовою оригіналу                     | Режисер                | Країна                   |
| ------------------------------------ | ----------------------------------------- | ---------------------- | ------------------------ |
| 2:37                                 | 2:37                                      | Муралі К. Таллурі      | Австралія                |
| 977                                  | 977                                       | Микола Хомерікі        | Росія                    |
| Асистентка                           | La Tourneuse de pages                     | Дені Деркур            | Франція                  |
| Беззаконня на околиці                | Suburban Mayhem                           | Пол Голдман            | Австралія                |
| Глушина номер один                   | Bled Number One                           | Раба Амер-Займеш       | Франція                  |
| Десять каное                         | Ten Canoes                                | Рольф де Гір           | Австралія                |
| Дівчата-вбивці                       | Meurtrières                               | Патрік Гранперре       | Франція                  |
| З відновленням                       | Z odzysku                                 | Славомир Фабіцький     | Польща                   |
| Затьмарення                          | A Scanner Darkly                          | Річард Лінклейтер      | США                      |
| Каліфорнія                           | La Californie                             | Жак Ф'єскі             | Франція                  |
| Люкс-авто                            | 江城夏日 / Luxury Car                     | Ван Чао                | КНР Франція              |
| Непрощений                           | 용서받지 못한 자 / Yongseobadji mothan ja | Юн Джон-бін            | Південна Корея           |
| Парагвайський гамак                  | Hamaca paraguaya                          | Пас Енсіна             | Аргентина Парагвай       |
| Париже, я люблю тебе                 | Paris, je t'aime                          | кіноальманах           | Франція                  |
| Ре-цикл                              | 鬼域 / Gwaï wik                           | Оксід Пан та Денні Пан | Гонконг Таїланд          |
| Режисер весіль                       | Il regista di matrimoni                   | Марко Белоккьо         | Італія                   |
| Сальвадор                            | Salvador                                  | Мануель Уерга          | Іспанія Велика Британія  |
| Серамбі                              | Serambi                                   | Гарін Нугрохо          | Індонезія                |
| Скрипка                              | El violin                                 | Франсіско Варгас       | Мексика                  |
| Таксидермія                          | Taxidermia                                | Дьордь Палфі           | Угорщина Австрія Франція |
| Ти є я                               | You Am I                                  | Крістійонас Вільджюнас | Литва                    |
| Уро                                  | Uro                                       | Стефан Фальдбаккен     | Норвегія                 |
| Щоб потрапити на небо, треба померти | Биҳишт фақат барои мурдагон               | Джамшед Усмонов        | Таджикистан              |
| Як я зустрів кінець світу            | Cum mi-am petrecut sfârşitul lumii        | Каталін Мітулеску      | Румунія                  |

Короткометражні фільми
| Фільм                | Назва мовою оригіналу | Режисер                  | Країна          |
| -------------------- | --------------------- | ------------------------ | --------------- |
| Фільм-нуар (анім.)   | Film noir             | Осберт Паркер            | Велика Британія |
| Дискомфорт           | Ongeriewe             | Робір Клейсмідт          | ПАР             |
| ★ Нюхальник          | Sniffer               | Боббі Пірс               | Норвегія        |
| Сексуальна річ       | Sexy Thing            | Дені Пентекост           | Австралія       |
| Перший сніг          | Primera Nieve         | Пабло Агеро              | Аргентина       |
| Міська казка (анім.) | Conte de quartier     | Флоренс Міей             | Франція         |
| Пойрас               | Poyraz                | Белма Баш                | Туреччина       |
| Паковий лід (анім.)  | Banquise              | Клод Баррас, Седрік Луїс | Швейцарія       |
| Чудовисько           | O Monstro             | Едуардо Валенте          | Бразилія        |
| Природним чином      | Nature's Way          | Джейн Ширер              | Нова Зеландія   |

## Фільми позаконкурсної програми
| Фільм                                   | Назва мовою оригіналу                      | Режисер                        | Країна                      |
| --------------------------------------- | ------------------------------------------ | ------------------------------ | --------------------------- |
| Авіда                                   | Avida                                      | Бенуа Делепін                  | Франція                     |
| Бамако                                  | Bamako                                     | Абдеррахман Сіссако            | Малі Франція США            |
| Бомби і блокбастери Тінсельтауна (док.) | Boffo! Tinseltown's Bombs and Blockbusters | Билл Кутур'є                   | США                         |
| Будинок горить                          | The House Is Burning                       | Хольгер Ернст                  | Німеччина                   |
| Вибори 2                                | 黑社會:以和爲貴 / Harmony is a Virtue      | Джонні То                      | Гонконг                     |
| Говорить Нажак: Земля, прийом (док.)    | Ici Najac, à vous la terre                 | Жан-Анрі Мюньє                 | Франція                     |
| Загублений рейс                         | United 93                                  | Пол Грінграсс                  | США Велика Британія Франція |
| Зідан: Портрет 21-го століття (док.)    | Zidane, un portrait du 21e siècle          | Філіп Паррено та Дуглас Гордон | Франція                     |
| Знаки (к/м.)                            | Les signes                                 | Ежен Грін                      | Франція                     |
| Кімната 666 (док.)                      | Chambre 666                                | Вім Вендерс                    | Франція ФРН                 |
| Клерки 2                                | Clerks II                                  | Кевін Сміт                     | США                         |
| Код да Вінчі                            | The Da Vinci Code                          | Рон Говард                     | США                         |
| Лісова братва (анім.)                   | Over the Hedge                             | Тім Джонсон, Кері Кіркпатрик   | США                         |
| Люди Ікс:Остання битва                  | X-Men: The Last Stand                      | Бретт Ретнер                   | Велика Британія США Канада  |
| Нариси Френка Гері (док.)               | Sketches of Frank Gehry                    | Сідні Поллак                   | США                         |
| Незручна правда (док.)                  | An Inconvenient Truth                      | Девіс Гуггенхайм               | США                         |
| Новий шанс                              | Nouvelle chance                            | Анн фонтен                     | Франція                     |
| Подружка Стенлі (к/м.)                  | Stanley's Girlfriend                       | Монте Геллман                  | США Японія Канада           |
| Прелюдія (к/м.)                         | Un lever de rideau                         | Франсуа Озон                   | Франція                     |
| Реквієм за Біллі Кідом (док.)           | Requiem for Billy the Kid                  | Енн Файнзільбер                | Франція                     |
| СНІД                                    | SIDA                                       | Гаспар Ное                     | Франція                     |
| Трансільванія                           | Transylvania                               | Тоні Ґатліф                    | Франція                     |
| Халім                                   | حليم‎‎ / Halim                               | Sherif Arafa                   | Єгипет                      |
| Хлопчик на коні, що скаче               | Chlopiec na galopujacym koniu              | Адам Гузинський                | Польща                      |
| Ці дівчатка (док.)                      | El-banate dol                              | Тахані Рашед                   | Єгипет                      |
| Шовк                                    | Gui si                                     | Су Чаобінь                     | Тайвань                     |
| Щоденник води (к/м.)                    | The Water Diary                            | Джейн Кемпіон                  | Франція Австралія           |
| Я хотів тільки жити (док.)              | Volevo solo vivere                         | Міммо Калопресті               | Швейцарія Італія            |

## Нагороди
- Золота пальмова гілка: Вітер, що гойдає ячмінь, режисер Кен Лоуч
- Гран-прі журі: Фландрія, реж. Брюно Дюмон
- Приз журі: Червона дорога, реж. Андреа Арнольд
- Приз за найкращу режисуру: Алехандро Гонсалес Іньярріту за Вавилон
- Найкращий сценарій: Педро Альмодовар за Повернення
- Приз за найкращу жіночу роль: Пенелопа Крус, Кармен Маура, Чус Лампреаве, Йохана Кобо, Бланка Портільйо, Лола Дуеньяс за Повернення, реж. Педро Альмодовар
- Приз за найкращу чоловічу роль: Рошді Зем, Самі Насері, Бернар Бланкан, Жамель Деббуз, Самі Буажила за Патріоти, реж. Рашид Бушареб
- Приз «Вулкан»: Stephen MIRRIONE за Вавилон (за технічну візуальну та звукову досконалість)
- Золота пальмова гілка за короткометражний фільм: Нюхальник, реж. Боббі Пірс
- Приз журі за короткометражний фільм: Перший сніг, реж. Пабло Агеро
- Приз Сінефондасьйон: Хе і Сета, реж. Густаво Рієт
- Приз «Особливий погляд»: Люкс-авто, реж. Ван Чао
- Спеціальний приз журі «Особливий погляд»: Рольф Де Гір за Десять каное
- Приз «Особливий погляд» найкращій акторці: Доротіф Петре за Як я зустрів кінець світу
- Приз «Особливий погляд» найкращому акторові: Дон Енджел Тавіра за Скрипка
- Приз голови журі «Особливий погляд»: Дівчата-вбивці, реж. Патрік Гранперре
- Золота камера: 12:08 на схід від Бухаресту, реж. Корнеліу Порумбойю
- трофей фестивалю: Анек Еме
- Приз міжнародної асоціації кінопреси (ФІПРЕССІ):
  - Пори року, реж. Нурі Більге Джейлан (Конкурс)
  - Парагвайський гамак, реж. Пас Енсіна (Особливий погляд)
- Приз екуменічного журі: Вавилон, реж. Алехандро Гонсалес Іньярріту
- Приз екуменічного журі — Спеціальна згадка: З відновленням, реж. Славомир Фабіцький
- Приз Франсуа Шале: Патріоти, реж. Рашид Бушареб
- Приз молоді: Глушина номер один, реж. Раба Амер-Займеш
- Кіноприз Французької національної освітньої системи: Марія-Антуанетта, реж. Софія Коппола